# Mohamed Benjelloun Touimi
Pour les articles homonymes, voir Benjelloun et Touimi.
Mohamed Benjelloun Touimi, né le 25 janvier 1912 à Casablanca et mort dans la même ville le 20 septembre 1997, est un résistant marocain, homme de politique, art et même de sport, dont il est à l'origine de la création d'un nombre important d'associations sportives au Maroc; il est en particulier le président-fondateur du Wydad Athletic Club, ainsi que de la fondation de la Fédération royale marocaine de rugby (FRMR) dont il deviendra président ensuite, cofondateur du comité des Jeux méditerranéens, vice-président (qui faisait office de président délégué) du Comité national olympique marocain (CNOM), membre à vie du Comité international olympique (CIO).

## Biographie
Ancien étudiant au lycée Moulay-Youssef à Rabat, capitale du Maroc, Mohamed ben Abdelouahed Benjelloun Touimi, originaire de la ville de Fès dont il fait partie des Amazighes Idrissides, pratiquait déjà lors de sa jeunesse plusieurs sports, dont l’athlétisme, le basket-ball, le football, le handball et même aussi le water-polo. Étant joueur professionnel de football, il est sacré 2 fois champion du Maroc avec le Stade Marocain en 1927/1928 et 1930/1931, dont il a participé avec son équipe en ligue des champions de l'ULNA où il a dû jouer la finale de l'édition 1931; chez son club du cœur, le WAC, il a disputé des matches amicaux au sein d'équipe des dirigeants, où il a eu la chance d'être choisi l'« homme du match » en 1941. En tant que joueur professionnel de water-polo, il a remporté avec le WAC le doublé de la Ligue du Chaouïa (Championnat et Coupe), la Coupe d'Énergie Électrique et même le titre du Championnat du Maroc (division Pré-honneur). Étant que joueur professionnel de basketball, il a remporté avec le WAC le doublé de la Ligue du Chaouïa (Championnat et Coupe), ainsi qu’un titre de la Coupe de l'Énergie Électrique.

Élu membre du Comité international olympique (CIO) en 1961. Il est considéré comme l'une des grandes personnalités du sport marocain puisqu'il occupera le poste de directeur des Jeux Panarabe en 1961, il intégrera la commission d’aide olympique entre 1962 et 1963, ainsi que la commission culturelle du Comité International Olympique de 1989 à 1990.

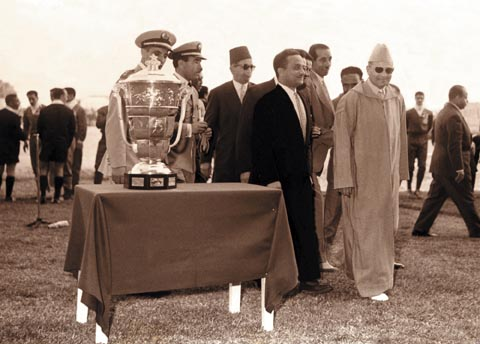
25 novembre 1956, s.a.i. Mohamed ben Youssef (sultan du Maroc) avec son ami haj Mohamed Benjelloun en finale de la coupe du trône 1956, opposant le WAC et la MCO.

Président-fondateur, le 8 mai 1937, feu Haj Benjelloun crée le club sportif le plus mythique et historique au Maroc, Wydad Athletic Club, dont il sera décoré Chevalier par le Ouissam alaouite sous les mains du sultan sidi Mohamed ben Youssef en 1956. Ainsi qu'un Ouissam royale tunisien en 1956. Au cours de la même année, haj Benjelloun devint directeur de cabinet au ministère de la Jeunesse et des sports. Il fut également nommé membre du Comité international des Jeux méditerranéens et membre de l'Union arabe des sports. Il fonda l'Union islamique des sports, et jusqu’à sa mort, il était vice-président de la Fédération internationale de rugby amateur (FIRA). Le défunt avait également fait partie du comité d’organisation des Jeux olympiques d'été de 1972 et des Jeux méditerranéens de 1983, ainsi qu'il était choisi par la FIFA d'être le parrain de la fameuse Internationale Coupe Mohamed-V en 1979. Une espèce rarissime de dirigeants à laquelle appartenait feu Haj Benjelloun.
En 1982, le roi Hassan II a demandé de nommé le nouveau complexe sportif du WAC au nom de Mohamed Benjelloun en son honneur et depuis, est le centre actuel d'entraînement du club.

## Palmarès
Joueur
- Football
  - Champion du Maroc en 1928 et 1931.
  - Finaliste de la ligue des champions de l'ULNA en 1931.
  - Homme du match lors d'une rencontre amicale entre l'équipe des Dirigeants du WAC et l'équipe des Arbitres en 1941.

- Water-polo
  - Champion du Maroc (2e division) en 1937.
  - Vainqueur de la Coupe de la Ligue du Chaouïa en 1937.
  - Champion de la Botola de la Ligue du Chaouïa en 1937.
  - Vainqueur de la Supercoupe de l'ULNA en 1938.

- Basket-ball
  - Champion du Maroc (2e division) en 1938.
  - Vainqueur de la Coupe de la Ligue du Chaouïa en 1938.
  - Champion de la Botola de la Ligue du Chaouïa en 1938.

- Volley-ball
  - Champion de la Botola de la Ligue du Chaouïa en 1942.

Président
- Football
  - Vice-champion du Maroc saison 1939/40.
  - Vainqueur de la Supercoupe du Maroc en 1939/40.
  - Champion du Maroc (2e division) saison 1941/42.
  - Champion du Maroc (Promotion - Groupe Centre) 1941/42.
  - Vainqueur du Tournoi Fête Mouloud en 1941 et 1942.
  - Vainqueur du Tournoi Fête Aïd Seghir en 1941.
  - Vainqueur du Tournoi Fête du Trône en 1941.

- Water-polo
  - Vice-hampion du Maroc en 1939 et 1941.
  - Champion du Maroc (2e division) en 1940.

- Basket-ball
  - Vainqueur de la Coupe de l'Énergie Électrique en 1939.
  - Vainqueur de la Coupe du SCA en 1939.

- Volley-ball
  - Champion de la Botola de la Ligue du Chaouïa en 1941 et 1942.
  - Vainqueur de la Coupe de la Ligue du Chaouïa en 1941.
  - Champion du Maroc (2e division) en 1941.

- Rugby à XV
  - Champion du Maroc (2e division) saison 1941/42.

- Handball
  - Champion de la Botola de la Ligue du Chaouïa en 1942.